# Jean-Rosaire Ibara
Jean-Rosaire Ibara (ur. 18 kwietnia 1956 w Owando) – kongijski polityk i lekarz, nauczyciel akademicki, od 2021 roku minister kontroli państwa i administracji publicznej.
W latach 2016–2021 rektor Uniwersytetu im. Mariena Ngouabiego.

## Życiorys
W 1982 roku ukończył doktorat w medycynie na Uniwersytecie im. Mariena Ngouabiego. W 1987 roku ukończył studia podyplomowe z zakresu hepatogastroenterologii oraz ultrasonografii przewodu pokarmowego i endoskopii przewodu pokarmowego na uniwersytecie w Lille. Od 1988 roku pracował w Szpitalu Uniwersyteckim w Brazzaville. W 2009 roku został mianowany kierownikiem gastroenterologii i chorób wewnętrznych tego szpitala.
Od 2009 do 2016 roku był dziekanem Wydziału Nauk o Zdrowiu Uniwersytetu im. Marian Ngouabiego. Od 2016 do 2021 roku był rektorem tego uniwersytetu.

### Działalność polityczna
Został członkiem Komitetu Centralnego Kongijskiej Partii Pracy. 15 maja 2021 roku wszedł w skład pierwszego rządu Anatolle Collinet Makosso jako minister kontroli państwa i administracji publicznej. Po utworzeniu nowego rządu, we wrześniu 2022 roku pozostał z teką ministra.

## Odznaczenia i wyróżnienia
- Kawaler Orderu Walecznych (Kamerun)[1]
- Oficer Orderu Palm Akademickich[1]
- Komandor Orderu Zasługi Uniwersyteckiej (Kongo)[1]
- Wielki Oficer Orderu Zasługi (Kongo)[1]

## Życie prywatne
Jest żonaty, para wychowuje pięcioro dzieci.